# Dentitheca hertwigi
Dentitheca hertwigi är en nässeldjursart som först beskrevs av Eberhard Stechow 1909.  Dentitheca hertwigi ingår i släktet Dentitheca och familjen Plumulariidae. Inga underarter finns listade i Catalogue of Life.